# Esquimalt-Colwood (circonscription britanno-colombienne)
Pour les articles homonymes, voir Esquimalt (homonymie) et Colwood.
Circonscription électorale provinciale du Canada
Esquimalt-Colwood est une circonscription provinciale de la Colombie-Britannique représentée à l'Assemblée législative de la Colombie-Britannique depuis 2024.

## Géographie
En 2024, la circonscription représente quatre municipalités comprisent dans l'arc autour d'Esquimalt Harbour (en) et Royal Roads (en), soit Colwood, View Royal, Esquimalt, ainsi que le quartier Victoria West (en) de la ville de Victoria.

## Liste des députés
| Législature                                                                            | Années                                                                                 | Député                                                                                 | Député                                                                                 | Parti                                                                                  |
| Esquimalt-Colwood Circonscription issue de Esquimalt-Metchosin et Victoria-Beacon Hill | Esquimalt-Colwood Circonscription issue de Esquimalt-Metchosin et Victoria-Beacon Hill | Esquimalt-Colwood Circonscription issue de Esquimalt-Metchosin et Victoria-Beacon Hill | Esquimalt-Colwood Circonscription issue de Esquimalt-Metchosin et Victoria-Beacon Hill | Esquimalt-Colwood Circonscription issue de Esquimalt-Metchosin et Victoria-Beacon Hill |
| -------------------------------------------------------------------------------------- | -------------------------------------------------------------------------------------- | -------------------------------------------------------------------------------------- | -------------------------------------------------------------------------------------- | -------------------------------------------------------------------------------------- |
| 43e                                                                                    | 2024–en cours                                                                          |                                                                                        | Darlene Rotchford (en)                                                                 | Néo-démocrate                                                                          |